# دریاچه بیدشهر
دریاچه فصلی بیدشهر یک دریاچه فصلی در بخش بیدشهر، شهرستان اوز، استان فارس و ایران است.
فاصله این دریاچه تا مرکز شهرستان، ۳۸ کیلومتر و تا مرکز استان، ۳۰۹ کیلومتر است. این دریاچه چسبیده به دریاچه هیرم است.